# Ganteră

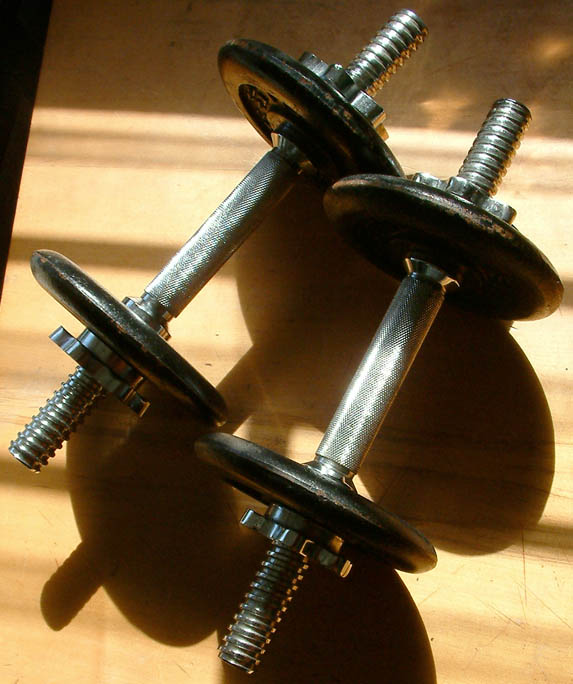
O pereche de gantere cu greutăţi ajustabile

Ganteră, de obicei la plural, gantere (din rusă ganteli,) un tip de greutăți. Constituie un echipament folosit pentru antrenamentele specifice pentru forță și masă musculară. Pot fi folosite individual sau în perechi (una în fiecare mână).
Hantelă, pl. hantele (din germană Hantel) este o greutate din metal de 1-5 kg, constând din două sfere legate printr-un mâner.

## Istorie
Strămoșul ganterei, haltera, era folosită în Grecia antică pe post de greutăți de ridicat   și ca greutăți în versiunea antică grecească a săriturii în lungime. Un tip de ganterǎ a fost folosită și în India pentru aproape mai mult de un mileniu și avea formă de baton - așa numitul baton indian. Construcția acestui echipament care mai era numit și "Nal" era o combinație între ganterǎ și halteră. Era folosită în perechi pentru antrenamentele luptătorilor, culturiștilor, sportivilor, sau pentru oricine dorea să-și îmbunătățească forța sau masa musculară. 

## Imagini

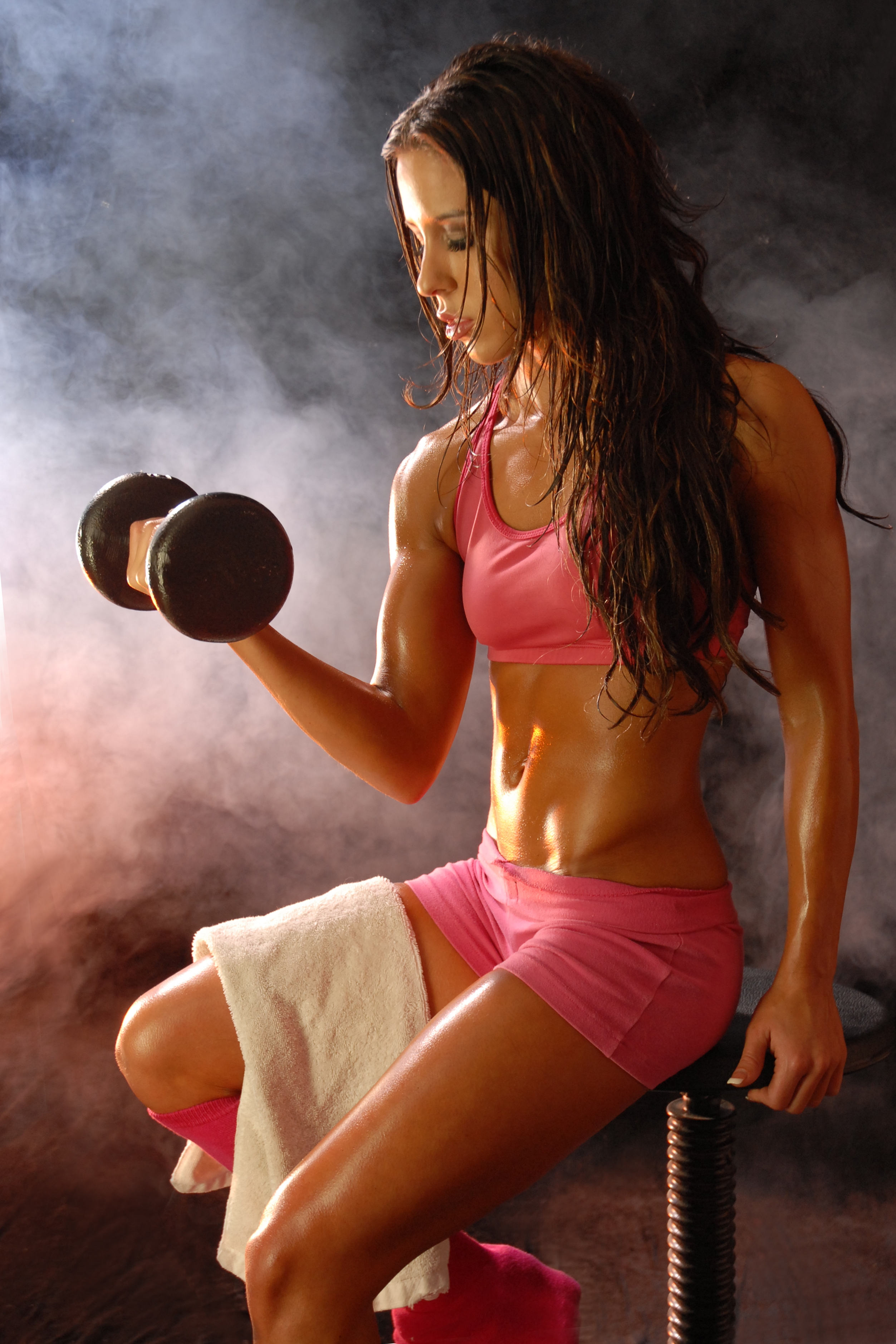
Femeie făcând antrenament cu o ganteră